# キジア台風
キジア台風（キジアたいふう、昭和25年台風第29号、国際名：キジア/Kezia）は、1950年（昭和25年）9月に発生した台風である。「キジヤ台風」あるいは「キジャ台風」などとも呼ばれる。

## 概要

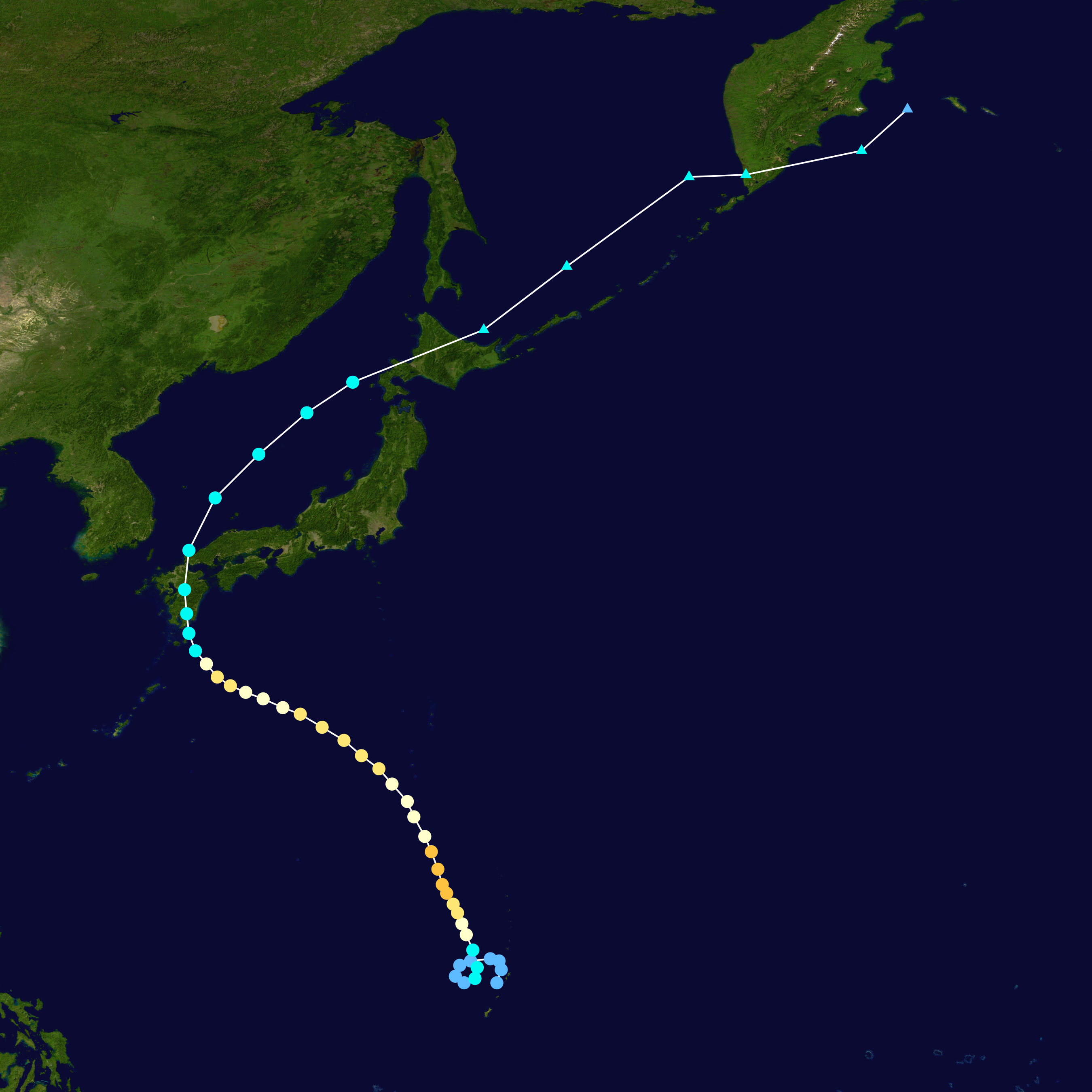
進路図

マリアナ諸島のサイパン島付近で形成が始まり、9月7日に台風29号となった。北西に進んだ台風は11日に室戸岬の南方500 km付近で、中心気圧945 mb（hPaと同等）、風速50 mにまで成長。進路を西北西に変えたのちわずかに勢力を弱めながら、13日正午に鹿児島県志布志湾の大隅半島付近より上陸した。宮崎県都城市付近を通過した時には中心気圧960 mb、風速30 m以上の勢力であった。その後九州地方を縦断して14日3時ごろに日本海へ抜けた後、日本海を東に進んで北海道の松前半島付近から再上陸。北海道を横断してオホーツク海へと抜け15日に消失した。
ジェーン台風の襲来からわずか10日しか経っていなかったこと、台風が通過したあとも低気圧による豪雨が続いたことや1946年（昭和21年）の昭和南海地震によって地盤が沈下したところへ高潮を受けたことなどが重なり、各地に大きな被害をもたらした。

## 被害

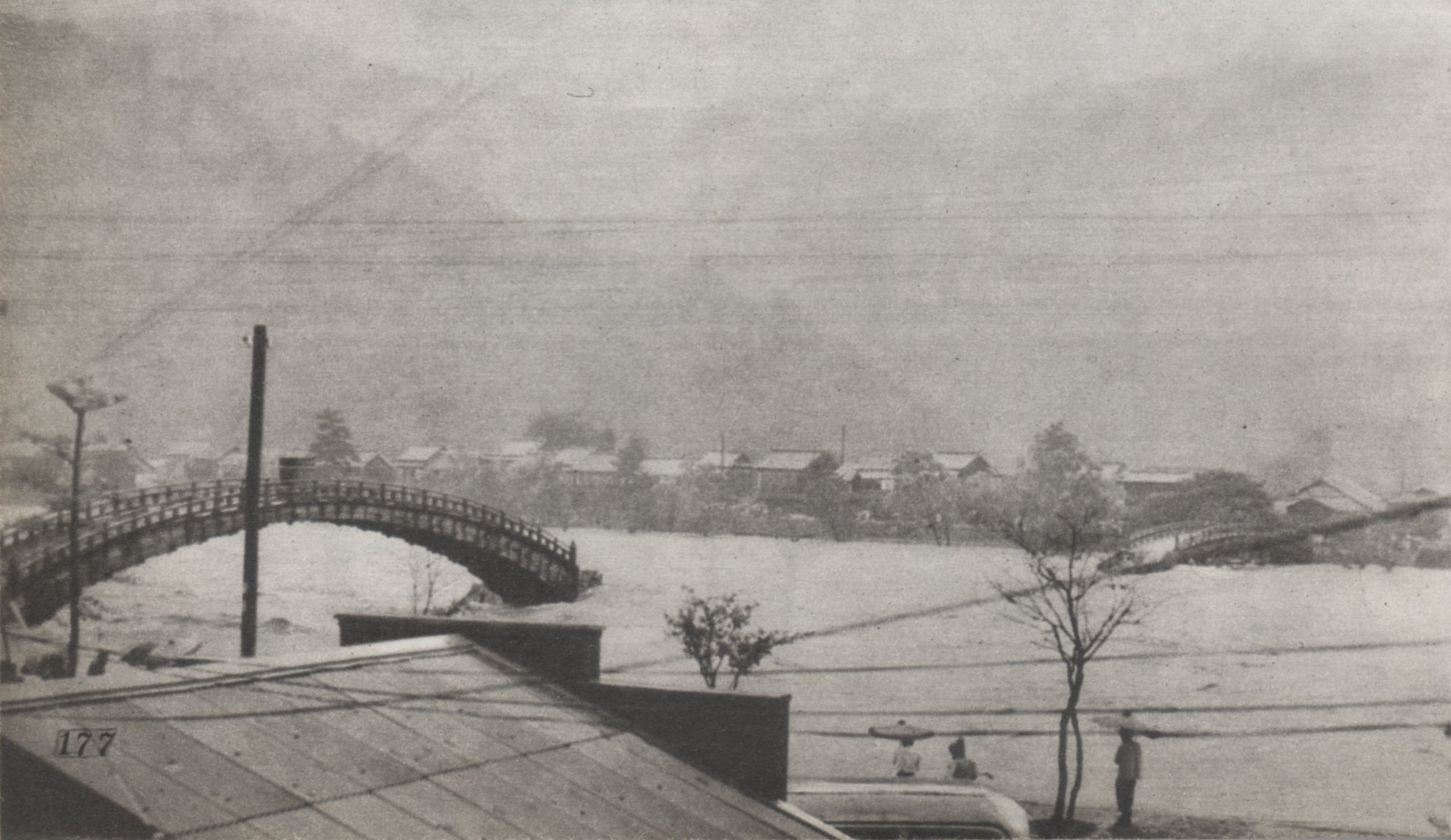
流失した錦帯橋（9月14日）

九州から近畿にかけての17府県で家屋のほか船舶や鉄道にも暴風雨や高潮による被害が出た。死者30名、行方不明者19名、負傷者35名。家屋の全半壊・流失・破損は4,836戸、家屋の浸水12万1,924棟。田畑の冠水面積518.1ヘクタール。
広島県佐伯郡厳島町（現・廿日市市）の厳島神社では9月13日、高潮によって社殿が破損。山口県岩国市では9月14日、錦川の増水によって錦帯橋が流失した。
同年9月21日、被害が大きかった山口県、宮崎県、大分県、広島県は昭和天皇、香淳皇后より御救恤金を賜った。
なお、当時は朝鮮戦争の真っ只中で仁川上陸作戦を直前にしていたが、公開されている高等軍事研究院の資料には「艦隊が125マイルの暴風に襲われた」との記述がある